# Ryan Piers Williams
 (juillet 2023).
La mise en forme du texte ne suit pas les recommandations de Wikipédia : il faut le « wikifier ».
Les points d'amélioration suivants sont les cas les plus fréquents. Le détail des points à revoir est peut-être précisé sur la page de discussion.
- Les titres sont pré-formatés par le logiciel. Ils ne sont ni en capitales, ni en gras.
- Le texte ne doit pas être écrit en capitales (les noms de famille non plus), ni en gras, ni en italique, ni en « petit »…
- Le gras n'est utilisé que pour surligner le titre de l'article dans l'introduction, une seule fois.
- L'italique est rarement utilisé : mots en langue étrangère, titres d'œuvres, noms de bateaux, etc.
- Les citations ne sont pas en italique mais en corps de texte normal. Elles sont entourées par des guillemets français : « et ».
- Les listes à puces sont à éviter, des paragraphes rédigés étant largement préférés. Les tableaux sont à réserver à la présentation de données structurées (résultats, etc.).
- Les appels de note de bas de page (petits chiffres en exposant, introduits par l'outil «  Source ») sont à placer entre la fin de phrase et le point final[comme ça].
- Les liens internes (vers d'autres articles de Wikipédia) sont à choisir avec parcimonie. Créez des liens vers des articles approfondissant le sujet. Les termes génériques sans rapport avec le sujet sont à éviter, ainsi que les répétitions de liens vers un même terme.
- Les liens externes sont à placer uniquement dans une section « Liens externes », à la fin de l'article. Ces liens sont à choisir avec parcimonie suivant les règles définies. Si un lien sert de source à l'article, son insertion dans le texte est à faire par les notes de bas de page.
- La présentation des références doit suivre les conventions bibliographiques. Il est recommandé d'utiliser les modèles {{Ouvrage}}, {{Chapitre}}, {{Article}}, {{Lien web}} et/ou {{Bibliographie}}. Le mode d'édition visuel peut mettre en forme automatiquement les références.
- Insérer une infobox (cadre d'informations à droite) n'est pas obligatoire pour parachever la mise en page.

Pour une aide détaillée, merci de consulter Aide:Wikification.
Si vous pensez que ces points ont été résolus, vous pouvez retirer ce bandeau et améliorer la mise en forme d'un autre article.
Pour les articles homonymes, voir Williams.
Ryan Piers Williams, né le 13 mai 1981, est un acteur, réalisateur et écrivain américain.

## Jeunesse
Ryan Piers Williams a grandi à El Paso, Texas, où il étudia à J. M. Hanks High School. Il voulut devenir réalisateur dès l'âge de 13 ans et suivit des cours de théâtre et d'audiovisuel au collège et au lycée. Il partit étudier le cinéma pendant 2 ans et demi à l'Université du Texas à Austin, avant d'aller à l'Université de Californie du Sud avant d'être finalement accepté à la School of Cinematic Arts.

## Carrière
Williams a écrit et réalisé les films The Dry Land (2010) et X/Y (2014). Il a été producteur du scénariste-réalisateur Walter Strafford's Kilimanjaro (2013). Williams a également joué en tant qu'acteur, dans le court métrage Muertas de 2007, qu'il a réalisé, écrit et produit ; ainsi que les longs métrages Blues (2008), Tomorrow Comes Today (2013), son propre film X/Y (2014) et 1985 (2018). Il est également brièvement apparu dans Barbie (2023), en tant que mari de Gloria et père de Sasha.

## Vie privée
Williams a épousé America Ferrera le 27 juin 2011,. Il l'a dirigée dans le film de 2010 The Dry Land,, qui a été nommé aux Imagen Awards pour le meilleur long métrage et pour la performance de Ferrera en tant que meilleure actrice. Le couple a eu un fils, Sebastian, en mai 2018,, et une fille, Lucia, le 4 mai 2020,

## Filmographie
- 2010 : La Terre sèche (The Dry Land)
- 2013 : Kilimandjaro
- 2014 : X/Y